# Ian Brown (wokalista)

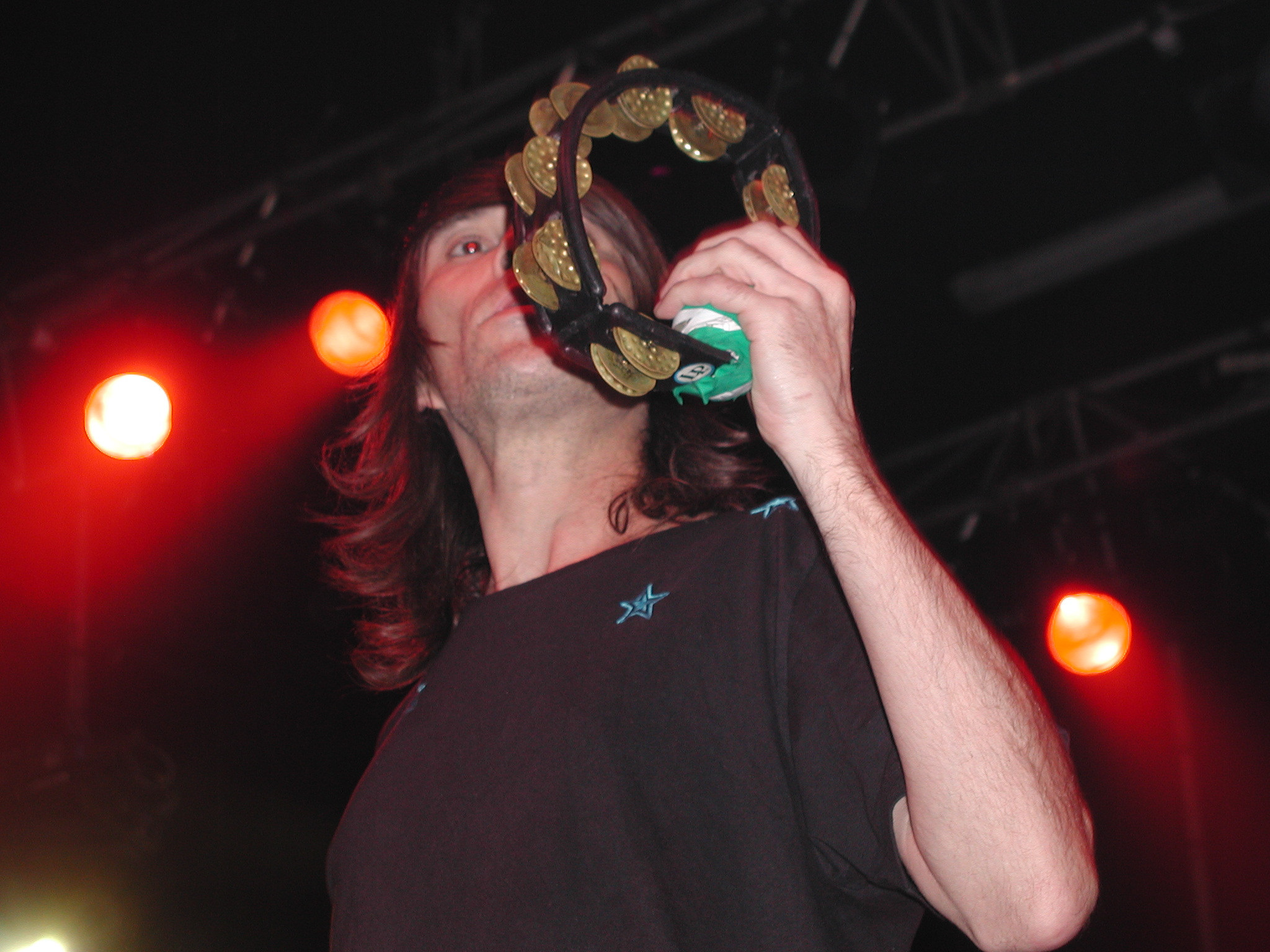
Ian Brown

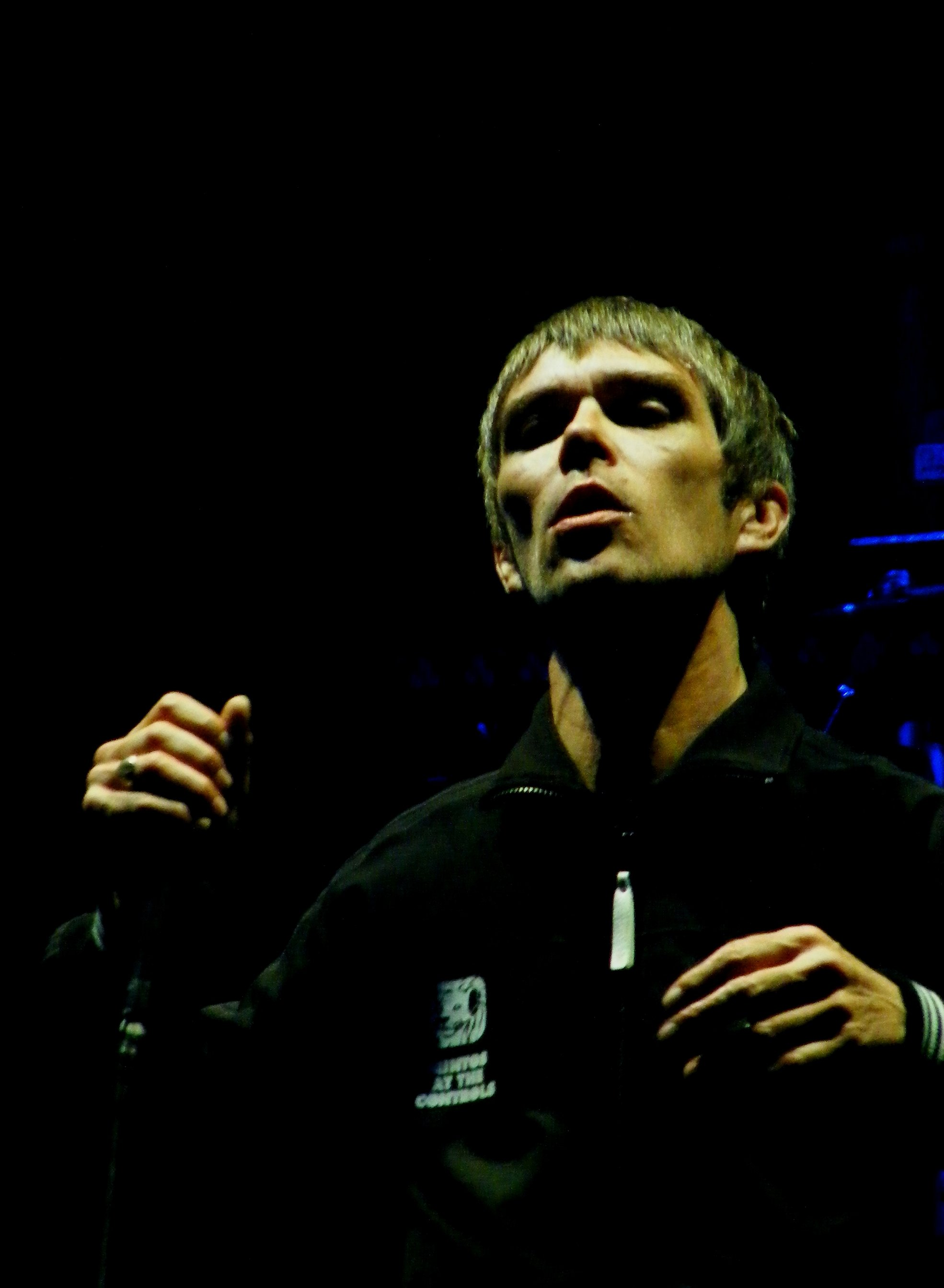
Ian Brown (2010)

Ian George Brown (ur. 20 lutego 1963 w Ancoats, Manchester) – angielski wokalista i autor piosenek; były główny wokalista zespołu rockowego The Stone Roses. Od czasu zawieszenia działalności zespołu w 1996 r., Brown wydał 7 albumów solowych. Występował w klubach i 3-krotnie od 1998 r. pojawił się na festiwalu Glastonbury. Jego ostatnia płyta Ripples ukazała się 1 lutego 2019 roku.
Zainteresowanie muzyką Ian zawdzięcza zespołom, które odegrały znaczną rolę w ruchu punkowym szczególnie: The Sex Pistols, The Clash i Slaughter & The Dogs. Artysta zatroszczył się o ruch "northern soul" (ruch obejmujący muzykę i taniec, który wypłynął z brytyjskiej sceny Modsów na północy Anglii w późnych latach 60. XX wieku) na obszarze północnej Anglii w późnych latach 70. i wczesnych 80.
Brown porusza się między gatunkami: Madchester, rock alternatywny i indie rock. Pracował z wieloma znakomitymi artystami, łącznie z UNKLE i gitarzystą Oasis – Noelem Gallagherem. Wcześniej pomagał brytyjskiemu zespołowi South (pełnił rolę mentora). Wystąpił m.in. w Argentynie, Chile, Hiszpanii, Niemczech, Szwecji i Polsce.

## Dyskografia

### Albumy
1. Unfinished Monkey Business (1998)
2. Golden Greats (1999)
3. Music Of The Spheres (2001)
4. Solarized (2004)
5. The World Is Yours (2007)
6. My Way (2009)
7. Ripples (2019)

### Kompilacje
- The Greatest (2005) #5

### Single
- My Star (1998)
- Corpses in their Mouths (1998)
- Can't See Me (1998)
- Be There (UNKLE z udziałem Iana Brown) (1999)
- Love Like a Fountain (1999)
- Dolphins Were Monkeys (2000)
- Golden Gaze (2000)
- Thriller/Billie Jean (2000)
- F.E.A.R. (2001)
- Whispers (2002)
- Keep What Ya Got (2004)
- Reign (UNKLE z udziałem Iana Brown) (2004)
- Time Is My Everything (2005)
- All Ablaze (2005)
- Illegal Attacks (2007)
- Sister Rose (2007)
- Stellify (2009)
- Just Like You (2009)